# Maison d'artiste de la Grande Vigne
La Maison d'artiste de la Grande Vigne  également nommé Musée Yvonne Jean-Haffen est la maison de l'artiste, qu'elle offrit à la Ville de Dinan en 1987, avec son mobilier et son fonds d'atelier pour en faire une maison d'artiste et y présenter son œuvre.

## Historique
La dénomination du lieu indique clairement qu'il y avait ici une culture de la vigne comme l'attestent les documents du XIe siècle précisant qu'elle appartenait aux moines du prieuré de la Magdeleine-du-Pont dépendant de Saint-Florent de Saumur.
En 1830,  Louis Bonnier en fait l'acquisition et y fait construire la bâtisse que l'on voit encore de nos jours, avec sa cour bien close. Il y réalise en remplacement de la vigne, un joli jardin potager avec pour épouser le relief, escaliers, terrasses, des chemins et tourelles.
Devenue école de jeunes filles au XIXe siècle, sa propriétaire, Miss Mac Callum, transforme le jardin en jardin anglais, lui donnant ainsi avec ses haies, ses rosiers et ses murs une intimité qui feront dire à Mathurin Méheut que ce lieu est le Paradou. En 1932 sa propriétaire décède et la maison reste à l'abandon jusqu'à son rachat en 1937, par Yvonne Jean-Haffen et son époux.
Ils durent faire de nombreux travaux, à la suite du délabrement de la maison et d'un jardin en friche. Ils firent réaliser l'ouverture de la verrière pour l'atelier du premier étage, mais surent garder la décoration d'époque Louis-Philippe. Dans la salle à manger, elle réalisera elle-même une grande fresque présentant les travaux des champs et de la mer, propres à la région.
Elle passera de nombreuses heures dans son jardin à dessiner plantes et fleurs et les différents points de vue sur Dinan que lui offre l'emplacement de sa propriété. Elle y invite de nombreux amis et y viendra pendant l'Occupation. Mathurin Méheut qui est professeur à l'École régionale des beaux-arts de Rennes pendant cette période y viendra très fréquemment.
Elle ne viendra s'installer définitivement qu'en 1977. Désirant préserver ce lieu au-delà de sa propre disparition, elle en fit don à la Ville de Dinan en 1987. Décédée à Léhon en 1993, le musée ouvrira ses portes l'année suivante. C'est de son vivant en 1990 que l'association  Les amis de la Grande Vigne créa un atelier d'artiste dans une des dépendances du musée pour y recevoir des artistes peintres et dessinateurs.
Le site obtient le Label de "Maison des Illustres" en 2019 par le ministère de la culture, mettant en exergue "les maisons qui conservent et transmettent la mémoire de femmes et d’hommes qui les ont habitées et se sont illustrés dans l’histoire politique, sociale et culturelle de la France".

## Les Collections
Le musée possède le fonds d'atelier de Yvonne Jean-Haffen qu'il présente par rotation annuelle compte tenu de son importance. En effet ce sont plus de 4 000 œuvres comprenant: dessins, tableaux, céramiques, affiches, gravures, photographies et ouvrages illustrés, sans oublier la bibliothèque et les 1 400 lettres, ornées de dessins de Mathurin Méheut.

## Informations pratiques
Le musée est ouvert de la mi-mai à la fin septembre, tous les jours (sauf le lundi) de 10h30 à 12h30 et de 14h00 à 18h30. Le musée ne possède pas d'accès aux personnes à mobilité réduite.
Tarif
- 6,00 € pour adultes
- 3,00 € pour les moins de 18 ans, les demandeurs d'emploi, les étudiants, les stagiaires en formation professionnelle, les apprentis, les personnes en situation de handicap
- Tarif famille 11 € pour deux adultes et deux enfants
- Tarif groupé 3,50 € par personne à partir de 10 personnes
- Gratuit pour les enfants de moins de 10 ans, les amis de la Grande Vigne, SAMB, carte ICOM, les artistes titulaires de la carte Maison des artistes

## Expositions
- 1994 - 1999 : ?
- 2000 : "Mers et rivages d'Yvonne Jean-Haffen"
- 2001 : "La faune dans l'oeuvre d'Yvonne Jean-Hafen"
- 2002 : "Fontaines et Pardons de Bratagne d'Yvonne Jean-Haffen"
- 2003 : "La Nature"
- 2004 : "Regard sur l'architecture par Yvonne Jean-Haffen"
- 2005 : "Métiers de mer, métiers de terre" vus par Yvonne Jean-Haffen
- 2006 : "Traits en suspens"
- 2007 : Yvonne Jean-Haffen "Les années Art Déco (1925 - 1935)"
- 2008 : "Le regard naturaliste d'Yvonne Jean-Haffen"
- 2009 : "Dinan et les Côtes-du-Nord"
- 2010 : Yvonne Jean-Haffen, "Voyages en France"
- 2011 : Les Techniques d'Yvonne-Jean Haffen
- 2012 : Un musée deux expositions "Le Japon dans les correspondances Mathurin Méheut", "Yvonne Jean-Haffen intime"
- 2013 : "Yvonne Jean-Haffen et la céramique"
- 2014 : "La Bretagne oubliée"
- 2015 : "L'aventure égéenne d'Yvonne Jean-Haffen"
- 2016 :  Yvonne Jean-Haffen et l'inventaire du patrimoine : "Regards Croisés"
- 2017 :  Yvonne Jean-Haffen etJeanne Malivel . Leur destin les oppose, la Bretagne les réunit
- 2018 : Yvonne Jean-Haffen et Mathurin Méheut "Oeuvre à quatre mains"
- 2019 : "Je vous le dessine par la Poste" Lettres de Mathurin Méheut à Yvonne Jean-Haffen
- 2020 : "Paysages de Bretagne"
- 2021 : "Paysages habités"
- 2022 : "Tête-à-tête : Yvonne Jean-Haffen et Jeanne-Marie Barbey"
- 2023 : "Yvonne Jean-Haffen et Mathurin Méheut : dans l'intimité de l'atelier"

## Iconographie
- Vue de la Grande Vigne  par Yvonne Jean-Haffen
- A la Grande Vigne, le rosier de la citerne , par Y. Jean-Haffen
- La Grande Vigne au Printemps , par Y. Jean-Haffen